# Malawisee
Der Malawisee oder Njassasee (nach Nyasa in Tansania, Niassa in Mosambik; von Yao nyasa „See“) in Ostafrika ist der neuntgrößte See der Erde. Sein Abfluss ist der Shire am südlichen Ende. Die Anrainerstaaten des Sees sind Tansania, Malawi und Mosambik, wobei Malawi die längste Uferlinie hat und fast das komplette Westufer umfasst.

## Beschreibung

Lage des Malawisees im Südlichen Rift des Großen Afrikanischen Grabenbruchs

Der Malawisee ist einer der Afrikanischen Großen Seen im Großen Afrikanischen Grabenbruch. Mit einer Länge von 560 Kilometern, einer Breite bis zu 80 Kilometern (durchschnittlich 50 Kilometern) und einer Tiefe von bis zu 704 Metern ist er der drittgrößte See Afrikas und wird dort hinsichtlich seiner Fläche nur vom Tanganjikasee und vom Viktoriasee übertroffen. Da der See seit mehr als einer Million Jahren existiert, gehört er zu den Langzeitseen der Erde. Er ist bekannt für seine Vielzahl an Fischarten.

### Geographie
Nach Norden hin werden die Ufer steiler. Ganz im Norden ragen auf tansanischer Seite die Livingstone-Berge mit Steilwänden bis zu fast 2500 Metern Höhe direkt aus dem See. Hier können sehr starke Winde mit hohem Wellengang und tückische Fallwinde auftreten. Wer hier segelt oder windsurft, muss diese Gefahren beachten. Die gegenüberliegende malawische Seeseite zwischen Karonga und Chilumba ist weit weniger schroff als die zwischen Chilumba und Nkhata Bay.

### Hydrologie
Er hat ein Einzugsgebiet von 126.500 km². Über den Malawisee entwässern kleinere Teile Tansanias (26.600 km²) und Mosambiks (12.370 km²). Den größten Teil seines Einzugsgebietes stellt allerdings der gesamte Norden Malawis mit 87.530 km². Im Westen sind die Einzugsgebietsgrenzen praktisch identisch mit den malawischen Landesgrenzen.
Der Malawisee entwässert über den Shire nach Süden in den Sambesi zum Indischen Ozean.

### Ökologie
Das Wasser des Sees ist sehr klar. Am Seeufer lässt sich bis auf den Grund schauen. Unzählige Seeadler leben am Malawisee. Zu achten ist vor allem auf Flusspferde, die zu Wasser wie zu Lande sehr beweglich und schnell sind. Sie sind zwar Pflanzenfresser, greifen Menschen aber an, wenn sie ihnen den Fluchtweg ins offene Wasser abschneiden. Sie versuchen ihre Opfer unter Wasser zu ziehen und zu ertränken. Es kommen jedes Jahr mehr Menschen durch Nilpferde zu Tode als durch Krokodile, die im fischreichen See genug Nahrung finden. Wer zu kleineren, unbewohnten Inseln fährt, sollte auf Wildtiere gefasst sein, darunter Seepythons und große Warane. An bewohnten Stellen ist der See vergleichsweise ungefährlich.

### Bedrohter See des Jahres 2022
Der Global Nature Fund ernannte den See zum Bedrohten See des Jahres 2022. Das Bevölkerungswachstum in den angrenzenden Ländern führt zur Überfischung und zu zunehmender Verschmutzung, der Klimawandel zum stetigen Absinken des Wasserstandes (siehe auch unter Weblinks).

## Fauna
Der Malawisee ist für seinen Artenreichtum an maulbrütenden Buntbarschen bekannt. Insgesamt leben fast 450 Fischarten in dem See, die meisten sind Buntbarsche. Fast alle Buntbarschgattungen und -arten sind endemisch. Zu den endemischen Buntbarschgattungen gehören Aulonocara, Labeotropheus, Labidochromis, Maylandia, Melanochromis, Pseudotropheus und Sciaenochromis. Sie bilden einen Artenschwarm, der aus einem Haplochromis oder Pseudocrenilabrus-artigen Vorfahren hervorgegangen ist. Die ökologisch an die felsigen Küsten des Sees gebundenen Buntbarscharten werden von den Bewohnern des Seeufers Mbuna genannt, die übrigen Utaka. Neben den Buntbarschen kommen im Malawisee Nilhechte, verschiedene Welsarten, Karpfenfische, Salmler, ein Stachelaal (Mastacembelus shiranus) und drei Arten von Zahnkärpflingen vor.
Viele Buntbarsche sind beliebte Aquarienfische. Für die menschliche Ernährung von Bedeutung sind der „Chambo“, eigentlich vier Buntbarscharten der Gattung Oreochromis, und der Kampango, eine Welsart (Bagrus meridionalis), die auch exportiert wurden. Allerdings wird nur der südlichste Teil des Malawisees wirtschaftlich nach ihnen befischt. Auch Fischer in Pirogen angeln nach ihnen, nicht jedoch in markttauglichen Mengen. Zum Schutz der Brutstätten der Fische wurde 1980 am Südufer des Sees bei Monkey Bay der Malawisee-Nationalpark eingerichtet, der seit 1984 auch auf der Liste des UNESCO-Weltnaturerbes steht.
Das ZDF berichtete 2018, dass als Folge der Überfischung „seit einigen Jahren“ die Bestände des „Chambo“ im Malawisee so stark zurückgegangen sind, dass fast keine ausgewachsenen Exemplare mehr gefischt werden können und die hungernde Bevölkerung auf kleinere Fische ausweicht.

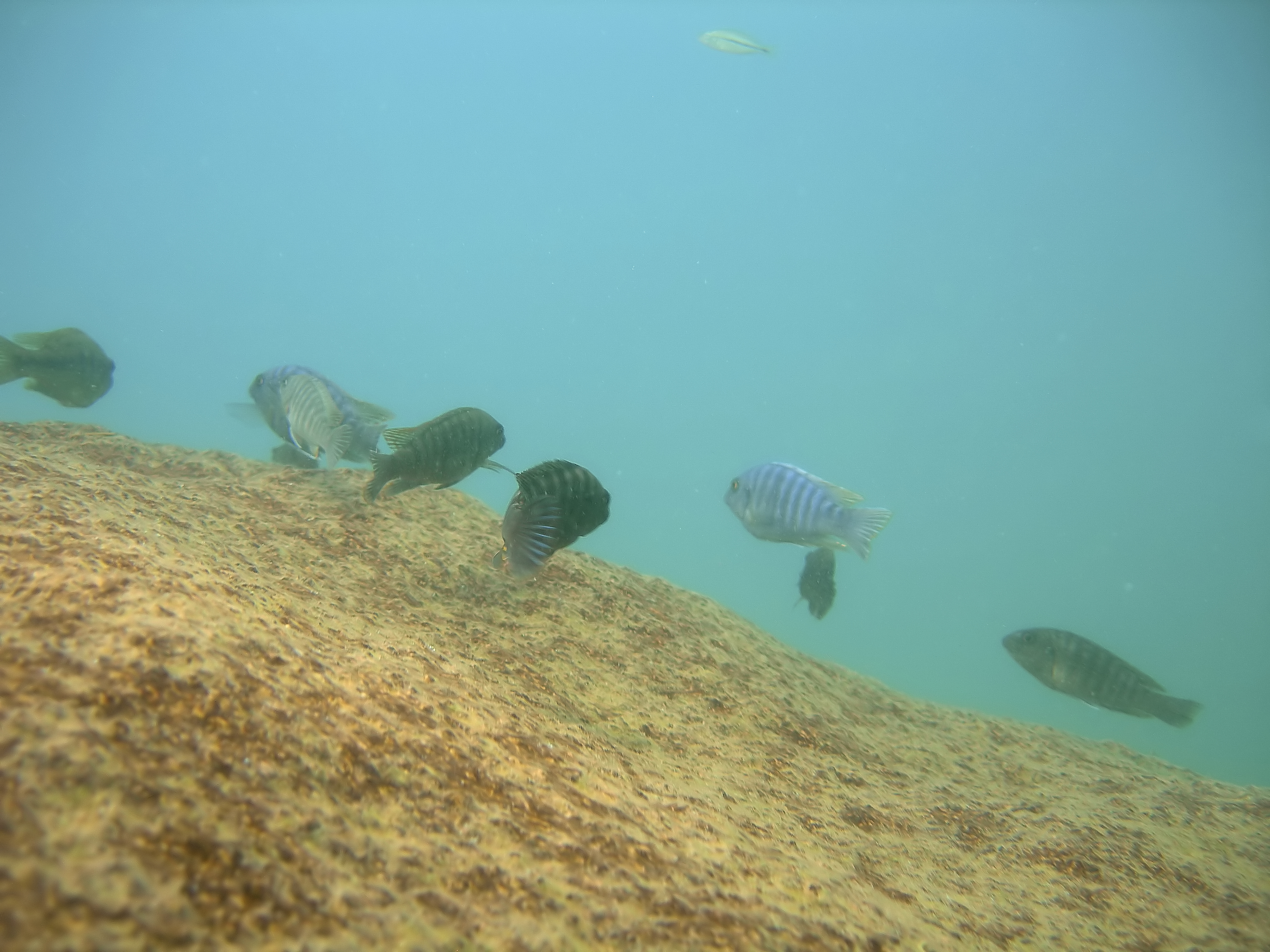
Unterwasseraufnahme von Buntbarschen (Mbuna) im Malawisee in ihrem Biotop, dem Felslitoral
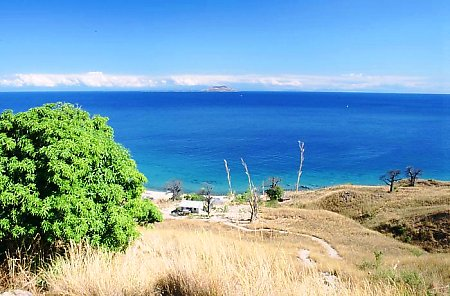
Seepanorama von der Insel Likoma aus gesehen
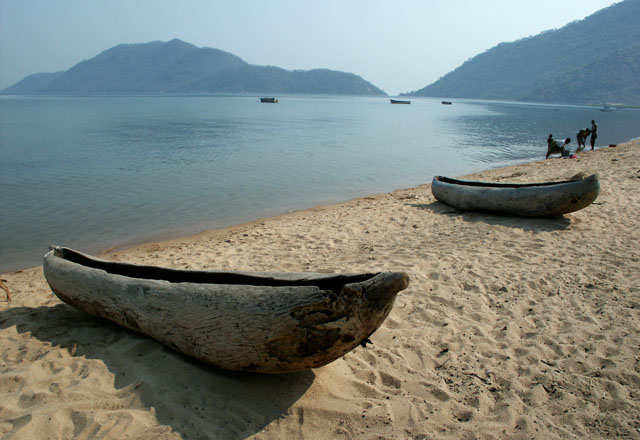
Monkey Bay am Südufer des Malawisees mit ortstypischen Booten

## Tourismus
Auf dem Malawisee findet Passagier- und Frachtverkehr mit der MS Ilala statt. Die Häfen sind von Süden nach Norden: Monkey Bay, Chipoka, Makanjila, Nkhotakota, Nkhata Bay, Mphandi Port, Ruarwe, Charo, Mlowe, Chilumba, Kambwe bei Karonga. Die Hin- und Rückfahrt Monkey Bay–Karonga dauert fünf Tage. Von Nkhata Bay werden zweimal wöchentlich die Inseln Chizumulu und Likoma angelaufen.
Der Fährverkehr zwischen Mbamba Bay und Nkhata Bay ist derzeit (2016) aufgrund von Streitigkeiten zwischen Malawi und Tansania um Nutzungsrechte am See eingestellt, doch fahren gelegentlich kleine, private Boote die neben Waren auch eine geringe Anzahl von Personen befördern.
Der Distrikt Mangochi bietet mit zahlreichen Hotels, Lodges und Camps für Touristen die beste Infrastruktur. Weiter nördlich befindet sich der Badeort Senga mit ähnlich gutem, doch weit weniger umfassendem Angebot. Bei Rucksacktouristen haben sich Nkhata Bay und Cape MacLear als Ziele etabliert.
Der Malawisee ist nur teilweise frei von Bilharziose. Als Grund für das im Vergleich zu anderen afrikanischen Seen geringere Vorkommen von Schistosoma-Larven im Wasser wird ein hoher Magnesiumgehalt des Wassers vermutet, aber auch, weil Buntbarsche Schnecken, also das Wirtstier des Schistosomiasis-Erregers, fressen. Es handelt sich um Spekulationen. Mit einer gewissen Wahrscheinlichkeit kommen Schistosoma allgemein in seichtem Wasser und an Flussmündungen zahlreicher vor als an Sandstränden, in bewegtem und in tiefem Wasser. Für den Malawisee wurden bei Wasseruntersuchungen regional, abhängig von der Ufervegetation, Wassertiefe und anderen Faktoren unterschiedliche Konzentrationen des Erregers festgestellt. Jährlich werden zahlreiche Einheimische und Touristen von Schistosoma infiziert, wobei das höchste Risiko einer Erkrankung um Cape MacLear besteht. Vor 1985 waren die offenen Teile des Sees frei von Schistosomiasis-Erregern, seitdem hat deren Vorkommen, vor allem im Süden, stark zugenommen. Möglicherweise ist die Überfischung der Buntbarsche eine Ursache.

## Geschichte
Die älteste Spur menschlicher Besiedlung am Malawisee findet sich in Karonga, wo das älteste zur Gattung Homo gestellte Fossil gefunden wurde, das bisher von Paläoanthropologen entdeckt werden konnte. Der mehr als zwei Millionen Jahre alte, bezahnte Unterkiefer erhielt die Sammlungsnummer UR 501 und wurde von seinem Entdecker, Friedemann Schrenk, als Homo rudolfensis eingeordnet.
Nkhotakota ist einer der ältesten Marktplätze Afrikas südlich der Sahara. Seine Geschichte ist wenig erforscht.
Die Geschichte der europäischen kolonialen Eroberung am Malawisee begann mit dem englischen Forschungsreisenden David Livingstone, der zwischen 1858 und 1863 auf vier Reisen mit weiteren Begleitern die Region am und um den von ihm benannten Nyassasee erkundete und ihn auf diese Weise für die europäische Wahrnehmung „entdeckte“.
Während der britischen Protektoratszeit (1891–1953) wurde eine Eisenbahnlinie von Mtwara (heute in Tansania) am Indischen Ozean nach Mbamba Bay am tansanischen Ufer des Malawisee geplant, doch wurde der Plan nicht verwirklicht. Dieses Vorhaben wurde unter Präsident Hastings nach 1964 erneut diskutiert und als Anschlussstrecke zur Mtwara-Nachingwea Railway in Aussicht genommen, die auf dem Gebiet von Tansania bereits zeitweilig in Betrieb war. Heute gibt es noch immer Pläne, die Eisenbahnstrecke, die sogenannte Mtwara Development Corridor zu bauen, um Kohlevorkommen im Mchuchuma-Katewake-Gebiet zu erschließen sowie eine alternative Weltmeerverbindung für Malawi zu schaffen.
Nach dem Erlangen der Unabhängigkeit Malawis in 1964 entwickelte sich in der frühen Regierungszeit von Hastings Kamuzu Banda (seit 1966 Präsident) eine enge Zusammenarbeit mit Südafrika. Malawi war zu dieser Zeit der offenkundig einzige afrikanische Staat, der sich gegenüber dem Apartheidregime kooperationsbereit zeigte. Das war die Grundlage für die Gründung der Marine von Malawi mit südafrikanischer Unterstützung. Der Hafen in der südlich gelegenen Monkey Bay sollte ein erster Flottenstützpunkt werden. Eine kleine Gruppe malawischer Militärs war in den 1970er Jahren nach Südafrika zur Marineausbildung in Langebaan in der Saldanha Bay gekommen. Es war sogar geplant, ein ehemaliges Schulschiff von Südafrika auf dem Wasser- und Landweg hierher zu verlegen. Dieser Plan scheiterte 1975 nach erheblichen Vorbereitungen, weil das benachbarte Mosambik nach der Nelkenrevolution in Portugal unabhängig wurde und die neuen Verhältnisse einen solchen Transport unwahrscheinlich werden ließen. Die vorgesehene Crew kehrte nach Malawi zurück. Südafrika ließ später einen Attaché seiner Marine in Malawi akkreditieren. Monkey Bay entwickelte sich später zum Heimathafen der Malawi Defence Force – Marine Unit.

## Grenzstreitigkeiten zwischen Malawi und Tansania
Es gibt Grenzstreitigkeiten zwischen Malawi und Tansania. Deren Ursprung liegt im Helgoland-Sansibar-Vertrag von 1890. Damals wurden die kolonialen Grenzen zwischen dem britischen Njassaland (heute Malawi) und Deutsch-Ostafrika (heute Tansania) so festgelegt, dass der gesamte See zum britischen Kolonialgebiet gehört. Diese Grenzen wurden nach der Dekolonisation auch von den beiden ersten Staatspräsidenten Malawis und Tansanias anerkannt. Später jedoch beanspruchte Tansania die Gebiete, die nach aktuellem internationalem Recht auf seiner Hälfte des Sees liegen. Der Konflikt verschärfte sich, als 2012 auf tansanischer Seite Öl- und Gasvorkommen entdeckt wurden, die Malawi ökonomisch nutzen will.

## Belege
1. 1 2  Naturalisation of Lake Malawi Levels and Shire River Flows (PDF).
2. ↑  Geoffrey Fryer: Evolution in ancient lakes: radiation of Tanganyikan atyid prawns and speciation of pelagic cichlid fishes in Lake Malawi. In: Hydrobiologia. September 2006, Band 568, Nr. 1 Supplement, 2006, S. 131–142.
3. ↑  Lobina Gertrude Palamuleni, Preksedis Marco Ndomba, Harold John Annegarn: Evaluating land cover change and its impact on hydrological regime in Upper Shire river catchment, Malawi. In: Regional Environmental Change. Band 11, Nr. 4, 2011, ISSN 1436-378X, S. 845–855, doi:10.1007/s10113-011-0220-2.
4. ↑  Fishbase Fishspecies in Lake Malawi
5. ↑  Petru Banaescu: Zoogeography of Fresh Waters. AULA, Wiesbaden 1990, ISBN 3-89104-480-1, S. 1152.
6. ↑  Leergefischt - sind Afrikas Seen noch zu retten?, 28-minütige Dokumentation in planet e., ZDF 8. Juli 2018, online verfühgbar bis 5. Juli 2023
7. ↑  Martin J. Genner und Ellinor Michel: Fine-scale habitat associations of soft-sediment gastropods at Cape MacLear, Lake Malawi. In: Journal of Molluscan Studies. London 2003 (malawicichlids.com, PDF; 102 kB).
8. ↑  J. R. Stauffer, H. Madsen, K. McKaye u. a.: Schistosomiasis in Lake Malawi: Relationship of Fish and Intermediate Host Density to Prevalence of Human Infection. In: EcoHealth Journal, Vol. 3 (2006), Ausgabe 1, S. 22–27 (ecosystems.psu.edu PDF).
9. ↑  Cay Lienau: Malawi. Geographie eines unterwentwickelten Landes. (= Wissenschaftliche Länderkunden; 20), Wiss. Buchgesellschaft Darmstadt, Darmstadt 1981, S. 23.
10. ↑  Joseph W. Musole: Central Africa after Federation. In: Mervyn E. Bennun: The African Communist 1959 – 1988: Index and contents. Nr. 17 (1964, 2. Quartal), S. 37, online auf www.sahistory.org.za (englisch, PDF) PDF-Dokument S. 5.
11. ↑  Anonymus: Mtwara Port – Operations and Development Corridor. Überblick zum Hafen Mtwara und dem Verkehrskorridor, auf www.unitedrepublicoftanzania.com (englisch).
12. ↑  Ivor C. Little: Project Dobbin. The story of a South African patrol boat – P1558. In: Military History Journal. South African Military History Society, Band 14, Nr. 5, 2009, (englisch, samilitaryhistory.org).
13. ↑  Guy Martin, Oscar Nkala: Malawi Defence Force Marine Unit takes delivery of BR850 interceptors. Meldung vom 12. November 2013 auf www.defenceweb.co.za (englisch).
14. ↑  Enelless Nyale: Malawi’s Banda, arms firm rock the boat. Mail & Guardian, Meldung vom 29. Januar 2016 auf www.mg.co.za (englisch).
15. ↑  Benno Müchler: Erdöl und Sardinen. Bericht im Deutschlandfunk vom 14. September 2013.
16. ↑  Hanns-Seidel-Stiftung: Quartalsbericht, Projektland: Tansania, IV/2012 (PDF; 553 kB).